# Günter Noris
Günter M. Noris, eigentlich Günter Maier (* 5. Juni 1935 in Bad Kissingen, Unterfranken; † 27. November 2007 in Kerpen, Nordrhein-Westfalen) war ein deutscher Bandleader, Pianist, Arrangeur und Komponist.

## Leben
Aufgewachsen mit drei Brüdern in Bad Kissingen, kam Günter Maier als ältester Sohn eines Postbeamten früh mit Musik in Berührung und lernte Klavier. Er machte eine klassische Ausbildung am Bayerischen Staatskonservatorium in Würzburg und studierte Klavier und Kompositionslehre. Sein Studium finanzierte er als Jazzer mit Auftritten in amerikanischen Clubs als Mitglied der Hep Cats Combo. Auch nach erfolgreichem Studienabschluss trat er zunächst weiter als Jazzmusiker mit der Helmut Brandt-Combo auf. Im Jahr 1961 verpflichtete ihn der RIAS für sein RIAS Tanzorchester in Berlin als Pianist und stellvertretenden Dirigenten.
Hildegard Knef machte ihn 1966 zum musikalischen Leiter ihrer ersten Chanson-Tournee. Damals legte er sich nach der „Villa Noris“ in seiner Heimatstadt den Künstlernamen „Noris“ zu. 1967 wechselte Noris als Pianist und Arrangeur zum WDR-Tanzorchester nach Köln. 1968 folgte eine erfolgreiche Japan-Tournee mit dieser Formation. 1970 nahm der WDR Noris’ Musical Pierre und Madeleine mit René Kollo und Gitte Haenning in den Hauptrollen auf.
1971 gründete er die Big Band der Bundeswehr, mit der er auch das musikalische Rahmenprogramm der Olympischen Spiele 1972 in München und der Fußball-Weltmeisterschaft 1974 gestaltete. 1983 kündigte er bei der Bundeswehr und gründete mit der Gala Big Band eine eigene Big Band, die den typischen „Noris-Sound“ kultivierte.
Von 1977 bis 1996 brachten Noris, Hugo Strasser und Max Greger 20 offizielle Tanzplatten des Jahres für den Allgemeinen Deutschen Tanzlehrerverband (ADTV) heraus. 1995 wurde die Gala Big Band vom ADTV zum „besten Tanzorchester der Welt“ gekürt.
Günter Noris hatte in knapp 40 Jahren etwa 2.500 Live-Auftritte in 15 Ländern. Die Erlöse aus seinen Wohltätigkeitskonzerten gehen in die Millionen. Bundespräsident Richard von Weizsäcker überreichte ihm das Bundesverdienstkreuz persönlich. Zur Feier seines 70. Geburtstags (2005) ehrten ihn Alt-Bundeskanzler Helmut Schmidt und der nordrhein-westfälische Ministerpräsident Jürgen Rüttgers.
Noris starb zweieinhalb Jahre später nach langer Krankheit in seinem langjährigen Wohnort Kerpen-Horrem. Er war verheiratet und hatte zwei Töchter.

## Auszeichnungen
- Deutscher Schallplattenpreis in der Sparte Moderne Tanzmusik (1979)
- Goldener Taktstock (1980)
- Goldene Ehrennadel des ADTV (1983)
- Bundesverdienstkreuz am Bande (14. März 1984)[2]